# Archidendropsis paivana
Archidendropsis paivana là một loài rau đậu thuộc họ Fabaceae.
Loài này chỉ có ở New Caledonia.
Môi trường sống tự nhiên của chúng là rừng khô nhiệt đới hoặc cận nhiệt đới.
Chúng hiện đang bị đe dọa vì mất môi trường sống.